# Сочувствие к дьяволу (фильм)
«Сочувствие к дьяволу» (англ. Sympathy for the Devil) — документальный фильм режиссёра французской новой волны Жана-Люка Годара с участием группы The Rolling Stones, снятый в 1968 году. В фильме запечатлен процесс записи хита Sympathy for the Devil. Это первая англоязычная лента Годара.

## Сюжет
Фильм состоит из придуманных Годаром эпизодов, которые разбиваются документальными и псевдодокументальными фрагментами. В совокупности все части «Сочувствия к дьяволу» представляют собой органичное целое, несмотря на сложность восприятия отдельных сцен.

### «The Rolling Stones»
Фильм открывает документальный эпизод, действие которого разворачивается в лондонской звукозаписывающей студии Olympic. Группа The Rolling Stones в полном составе (Джаггер, Джонс, Ричардс, Уаймен, Уоттс) работает над новой песней Sympathy for the Devil.
Лето 1968 года было не лучшим временем для музыкантов. Они чувствовали себя уставшими от гнета славы и общественного давления. Кроме того, на состоянии здоровья Брайана все больше сказывалась тяжелая алкогольная и наркотическая зависимость.
Однако в фильме мы видим увлеченных работой над новой композицией музыкантов, оттачивающих звучание до совершенства. Правда, Брайан выглядит несколько отстраненным, что, видимо, связано с плохим самочувствием, усталостью и напряженными отношениями между участниками группы.
В центре эпизода — Мик Джаггер, вновь и вновь повторяющий первую строчку песни, а также Кит Ричардс, склонившийся над гитарой. Музыканты полностью поглощены творческим процессом и ведут себя очень естественно — словно забыли, что на них направлены камеры.

### «За рамками чёрного романа» (Outside Black Novel)
В первом художественном эпизоде чернокожие активисты-революционеры читают фрагменты из политических и литературных текстов на городской свалке в лондонском районе Баттерси.
Реплики героев практически полностью заимствованы из сборника эссе одного из основателей леворадикальной Партии черных пантер Лироя Элдриджа Кливера «Душа на льду» 1968 года. В сборнике Кливер рассуждает о политике и культуре, что созвучно с идеей фильма Годара.
Помимо цитирования Кливера, Годар обращается к неизвестному бульварному роману, который закадровый голос читает на протяжении всего фильма. В нём упоминаются Хрущёв, Рузвельт, Кеннеди, Брежнев, Сталин и другие известные политические деятели. Содержание носит эротический характер.
В начале эпизода звучит рассуждение о блюзе как чисто американской музыке и его истоках. Молодой активист раздает оружие другим читающим революционерам, чьи голоса звучат одновременно и как бы перекрывают друг друга.
Затем на красной машине привозят трех девушек в белых платьях. Активисты ведут их под конвоем, чтобы убить. Один из активистов склоняется над лежащей на земле девушкой, в то время как другой говорит о привлекательности белых женщин, сравнивая их с темнокожими.
Далее следуют рассуждения о культуре, языке и подготовке к революции. Активисты сопротивляются языку белых, который им не принадлежит, а также против чуждой им культуры. Главным врагом активисты называют расистское общество, о котором они должны помнить, готовясь к революции. Активисты отказываются от борьбы внутри чёрного сообщества, выбирая единство, а не вражду. Для того, чтобы выжить, им необходимо сплотиться, создать единый фронт черных. Объединившись, они будут сражаться против белых, которых ненавидят за все, что те сделали. Снова слышны выстрелы.

### «Зрение и слух» (Sight and Sounds)
Действие снова переносится в студию Olympic, где The Rolling Stones заняты записью песни Sympathy for the Devil. Джаггер переходит от первой строчки к остальному тексту. В кадре чаще появляются одетый ярче всех Билл Уаймен с маракасом в руках и молчаливый Чарли Уоттс, задающий ритм. Брайан сидит с гитарой поодаль от остальных ребят и наигрывает свою партию на акустической гитаре.

### «Всё о Еве» (All About Eve)
Второй художественный эпизод представляет собой импровизированное интервью в саду со светловолосой девушкой по имени Ева. Судя по всему, образ Евы, гуляющей в саду, является отсылкой к библейской Еве в Эдеме. Девушка дает односложные ответы на все вопросы репортеров.
Во время интервью выясняется, что фамилия Евы — Демократия, а родом она из Будапешта. Ева пришла на интервью, чтобы очистить голову от всяких глупостей, по её собственному признанию. Она соглашается, что беседа должна проходить в жесткой форме, когда на обдумывание ответов отводится мало времени.
Основная тема интервью — положение культуры в современных реалиях. На вопрос интервьюера, в порядке ли культура, Ева дает утвердительный ответ. При этом девушка считает, что культура понизила творческий потенциал. Большая часть разговора посвящена связи культуры с наркотиками.
Кроме вопросов, связанных с культурой, затрагиваются и злободневные темы. Разговор заходит о войне во Вьетнаме. Ева не знает, кто убил Кеннеди. Она соглашается с утверждением, что Америке невозможно уйти из Вьетнама по психологическим причинам, а также думает, что американцы, действительно желающие воевать, развязали самую большую профессиональную войну в истории.

### «Музыкальная фантастика» (Hi-Fiction Science)
Этот документальный эпизод, на первый взгляд, мало чем отличается от двух предыдущих — The Rolling Stones по-прежнему скрупулёзно работают над песней в студии Olympic. Однако внимательный зритель заметит различия. Во-первых, другая одежда и незначительная смена декораций свидетельствуют о том, что съемки проходили в другой день. Запись песни растянулась на несколько суток, и все это время Годар вместе со своей командой снимал каждое движение музыкантов.
Во-вторых, Брайан становится более общительным. Он улыбается и обменивается репликами с Миком, Чарли и даже Китом, к которому незадолго до этого ушла бывшая девушка Брайана — Анита Палленберг. Джонс болезненно переживал разрыв с Анитой. Во многом, этот разрыв повлиял на ухудшение состояния Брайана, впавшего в продолжительную депрессию, которая только усугубила тяжелую наркозависимость музыканта. Доминик Ламблен, долгое время работавший с The Rolling Stones, рассказывал, что то время было самым мрачным периодом в жизни Брайана, производившего впечатление человека, который только шнурки мог завязать самостоятельно.
Тем не менее, в третьем документальном эпизоде Брайан ещё не кажется окончательно разбитым. Он выбирается из своего самодельного укрытия, сооруженного из нескольких перегородок в музыкальной студии, чтобы выкурить по сигаретке с Китом Ричардсом. Оба музыканта настроены миролюбиво по отношению друг к другу, по крайней мере в кадре.

### «Сердце запада» (The Heart of Occident)
Действие третьего художественного эпизода разворачивается в книжном магазине, где помимо легальной печатной продукции торгуют порнографическими изданиями (Playboy, True Men Stories, 8mm Magazine и др), которые олицетворяют примитивную массовую культуру. Эпизод демонстрирует влияние фашизма и империализма на культуру, иллюстрирует отношения между искусством и эксплуатацией.
Продавец в модном фиолетовом костюме и темных очках читает выдержки из Mein Kampf о пропаганде, культуре, великих цивилизациях, высших и низших расах, буржуазных партиях, новых условиях существования, а также о человеке и человечестве в целом. В магазине также сидят хиппи, в один голос выкрикивающие: «Мир во Вьетнаме!» При этом все покупатели, в том числе дети, обязаны к ним подойти и дать пощечину. Уходя из магазина покупатели также обязаны кинуть зигу. Тем временем закадровый голос констатирует, что идеи гуманизма и этики исчезнут.

### «Один плюс один равняется двум» (One Plus One Makes Two)
Запись песни в самом разгаре. В кадре чувствуется невероятная энергетика The Rolling Stones. Брайан, Кит, Билл и Чарли встают вокруг микрофона, чтобы записать бэк-вокал. К ним также присоединяются Анита Палленберг и Марианна Фейтфулл. Тем временем, Мик за перегородкой исполняет сольную партию.

### «Понимание чёрного» (Inside Black Syntax)
Предпоследний художественный эпизод, как и второй, представляет собой интервью. Две девушки-журналистки из Партии черных пантер берут интервью у активиста на свалке в Баттерси. Активист рассказывает о связи коммунизма и чёрной власти, позиции прогрессивных, упоминает Маркса и его учение. По его мнению, все черные становятся революционерами, а в заключение добавляет, что, хотя черные и были изгоями, теперь они начинают понимать, что дело не в расовых различиях.
Другие активисты передают друг другу оружие, которое бросают на тела двух убитых прежде белых девушек. В это время они повторяют, словно мантру: «Взять все от жизни, взять все от жизни, взять все от жизни!»
Активисты собираются совершить убийства и создать свой собственный мир. Они заявляют, что на земле мир не воцарится до тех пор, пока все черные не будут освобождены. Себя же они называют «подающими надежду революционерами».

### «Жизнь продолжается» (Changes in Society)
В последнем документальном эпизоде The Rolling Stones завершают работу над песней. Мик, Кит, Билл и Чарли сидят на полу с гитарами, барабанами и бубнами. Они создают яркое звучание без вокала Джаггера, полностью отдавшись музыке. Отложив инструменты, парни восклицают: «Теперь все получится, теперь все будет гладко!» Брайана в это время нет в студии.

### «Пляж под камнями» (The Beach Under the Stones)
Действие финального эпизода разворачивается на морском побережье. Пляж переполнен бегающими революционерами с оружием в руках. Возникает ощущение, что здесь снимают кино. Ева, которую зритель уже видел во втором эпизоде, теперь убита. Её окровавленное тело поднимается в небо вместе с камерой. Над убитой Евой, олицетворявшей демократию, развеваются красный и чёрный флаги. На фоне звучат первые аккорды Sympathy for the Devil. Режиссёрская версия на этом заканчивается, в то время как классическая завершается исполнением к этому моменту целиком записанной песни.

## Создание
Изначально Годара интересовала тема абортов в Англии, однако он отказался от неё после изменений в британском законодательстве. Тем не менее, режиссёр по-прежнему собирался снимать фильм именно в Англии, так как мечтал задействовать в нём одну из двух главных музыкальных групп того времени, активно влиявших на западную культуру, — The Beatles или The Rolling Stones. Творчество обеих групп во многом способствовало брожению умов молодого поколения.
В мае 1968 года The Rolling Stones выпустили злободневный хит Jumpin' Jack Flash, который быстро превратился в гимн бунтарски настроенной молодежи конца 1960-х годов, а в августе того же года — сингл Street Fighting Man. Сами музыканты во главе с Миком Джаггером придерживались леворадикальных взглядов и не могли оставаться в стороне от политических событий. Например, Джаггер вместе с актрисой Ванессой Редгрейв и будущим редактором New Left Review Тариком Али (ему посвящена песня Street Fighting Man) участвовал в демонстрации против войны во Вьетнаме на Гровенор-сквер 17 марта 1968 года.
Летом того же года Джаггер детально обсуждал с Годаром концепцию будущего фильма. Мик старался как можно глубже вникнуть в замысел режиссёра, однако Годар и сам не до конца понимал, каким хочет видеть фильм. Годар хотел сделать фильм максимально простым, хотя в результате получилось наоборот. В качестве главной задачи режиссёр ставил уничтожение идеи культуры, которую отождествлял с алиби империализма и войной.
Во время съемок Годар отказался от сценария, отдав предпочтение импровизации. Это обстоятельство усложнило работу над фильмом. Во многом, именно импровизационный подход Годара к съемкам повлиял на ухудшение отношений с продюсерами, которые позже фактически отняли фильм у создателя.
Во время съемочного процесса возникали ситуации, которые затрудняли работу над фильмом. Так, например, однажды в студии случился пожар. В четыре часа утра, когда запись шла полным ходом, загорелся потолок, из-за чего начала рушиться крыша. К счастью, в последний момент Биллу Уаймену удалось вынести из огня метры отснятой пленки, благодаря чему будущий фильм был спасён.

## Премьера фильма
Первый показ фильма состоялась 30 ноября 1968 года на Лондонском кинофестивале.
В связи с тем, что продюсеры изменили финал фильма, включив в него полную версию песни «Sympathy for the Devil», а также дали фильму коммерчески выгодное название вопреки желанию режиссёра, Годар во время премьеры обратился к зрителям с просьбой потребовать обратно деньги за билеты, чтобы передать их международному комитету в защиту Элдриджа Кливера. В результате произошла драка — Годар ударил одного из актёров, а также назвал всех собравшихся фашистами. Позднее в прокат вышла также режиссёрская версия фильма под названием «Один плюс один».
В результате Годар был разочарован The Rolling Stones, так как группа не поддержала его в конфликте с продюсерами. Режиссёр считал, что действия продюсеров были несправедливыми не только по отношению к нему, но и по отношению к самим музыкантам, чья роль в фильме является основополагающей.

## Кинематографические приемы
В «Сочувствии к дьяволу» Годар использует форму литературного эссе. С помощью закадрового голоса режиссёр озвучивает собственные идеи, призывая зрителя к обсуждению событий, показанных в фильме. Многочисленные цитаты становятся ключом к пониманию общего замысла. Вербальные и визуальные комментарии наряду с разделением фильма на небольшие эпизоды разрушают целостность, деконструируют линейное повествование. Те же задачи выполняет и знаменитый годаровский монтаж, создающий эффект множественности картин мира.
Одним из наиболее важных приемов является использование в фильме импровизационных интервью. Годар часто прибегал к нему во время создания художественных фильмов. Например, этот же прием встречается в таких известных работах, как «Мужское-женское», «Жить своей жизнью», «Маленький солдат». Фрагменты с интервью напоминают вырезки из потока жизни, как бы выходящие с экрана в реальность зрителя.

## Критика
Фильм получил неоднозначные отзывы. В основном, это объясняется обилием аллюзий и метафор, что делает ленту трудной для восприятия. Говоря о лучших работах Годара, критики, как правило, обходят стороной «Сочувствие к дьяволу».
Американский писатель Том Вулф назвал работу Годара «радикальным шиком», подразумевая под этим романтизацию революционных идей богатыми представителями буржуазного общества, которые следуют моде, а не искренним убеждениям.
Тони Ричмонд, работавший над цветокоррекцией пленки, считает «Сочувствие к дьяволу» уникальным фильмом, поскольку он впервые позволил зрителю увидеть процесс записи The Rolling Stones. По мнению Ричмонда, фильм является важным историческим произведением.
Режиссёр Мартин Скорсезе, в 2013 году снявший документальный фильм с участием The Rolling Stones «Да будет свет», с уважением отозвался о «Сочувствии к дьяволу» как о фильме, который стал для него одним из источников вдохновения.

## Культурное значение
Культурная ценность фильма преимущественно заключается в уникальном изображении процесса записи одной из наиболее известных композиций The Rolling Stones. Годару удалось заснять группу в первоначальном составе (Джаггер, Джонс, Ричардс, Уаймен, Уоттс). Вскоре после завершения съемок Брайан Джонс, основатель группы, погиб в бассейне собственного дома при загадочных обстоятельствах, что ознаменовало конец раннего периода творчества The Rolling Stones. Таким образом, Годар как бы подводит черту, запечатлев рождение хита Sympathy for the Devil.
В «Сочувствии к дьяволу» Годар говорит о концептах, которые определили то время и в значительной степени повлияли на культуру — революции, свободе, бунтарстве и молодости. Годару удалось поймать дух эпохи и показать на экране политический и эстетический пейзаж буйных 60-х.
Фильм Годара наглядно демонстрирует время перемен и порожденный этим временем особый тип героя. Сам будучи бунтарем, Годар и на экране создает образ современного бунтаря, который открыто выражает протест против господствующих в обществе порядков и отказывается подчиняться насилию в любом проявлении. Тем самым Годар продолжает традицию, порожденную «Бунтарем без идеала» с Джеймсом Дином и «Дикарем» с Марлоном Брандо.